# Jakub Hyman
Jakub Hyman (* 16. April 1984 in Jablonec nad Nisou) ist ein ehemaliger tschechischer Rennrodler.

## Werdegang
Hyman, dessen Bruder Ondřej ebenfalls als Rennrodler aktiv ist, rodelte seit 1994. 2003 wurde er in den tschechischen Nationalkader aufgenommen und startete ab der Saison 2004/05 im Rennrodel-Weltcup. In seinem ersten Profijahr trat er bei fünf der acht Rennen an und gewann bei allen Weltcup-Punkte, so dass er die Saison auf Rang 46 der Weltcup-Gesamtwertung. In der folgenden Saison 2005/06 konnte er sich auf Rang 42 verbessern. Bei der Rennrodel-Europameisterschaft 2006 in Winterberg erreichte er im Einzelrennen den 25. Platz. Bei den Olympischen Winterspielen 2006 in Turin beendete er das Einzelrennen auf dem 27. Platz. Dabei war sein Start bei den Spielen nach einem schweren Sturz wenige Tage zuvor beim Training in Cesana Pariol noch nicht sicher, jedoch meldete sich Hyman noch kurz vor den Spielen wieder fit.
In der Saison 2006/07 gelang Hyman mit dem 24. Platz in Lake Placid sein bis dahin bestes Resultat. Die Rennrodel-Weltmeisterschaften 2007 in Igls beendete er als 31. Ein Jahr später stand er bei den Rennrodel-Weltmeisterschaften 2008 in Oberhof auf dem 30. Platz. Wenig später landete er bei der Rennrodel-Europameisterschaft 2008 in Cesana Pariol auf dem 24. Platz. Mit der Saison 2007/08 beendete Hyman seine erfolgreichste Saison auf dem 28. Platz der Weltcup-Gesamtwertung. Jedoch konnte er seine Leistungen in der Folge nicht weiter ausbauen.
Bei den Rennrodel-Weltmeisterschaften 2009 in Lake Placid landete er auf dem 36. Platz. Bei den Olympischen Winterspielen 2010 in Vancouver fuhr Hyman noch einmal auf den 28. Platz.
Seine aktive Rennrodel-Karriere beendete Hyman schließlich nach der Saison 2011/12, in der er noch einmal Platz 46 der Gesamtwertung und Platz 30 bei den Rennrodel-Weltmeisterschaften 2012 in Altenberg erreichte.